# Cüneyt Arkın
Cüneyt Arkın (nato Fahrettin Cüreklibatır; Eskişehir, 8 settembre 1937 – Istanbul, 28 giugno 2022) è stato un attore, regista e produttore cinematografico turco.
Avendo partecipato ad oltre 240 tra film e serie televisive, è comunemente considerato come uno dei più importanti attori turchi di tutti i tempi. Spesso, nei film proiettati fuori dai confini turchi, è indicato con lo pseudonimo di George Arkin.

## Biografia
Laureato in medicina, era esperto in ben sette arti marziali. 
Le sue principali partecipazioni riguardano film storici, ambientati durante i primi secoli dell'Impero ottomano o appena precedentemente, durante l'epoca dei Turchi Selgiuchidi. In contemporanea al successo dovuto ai film d'azione, prese anche parte alla fine degli anni '70 del Novecento a film dalla connotazione politica, in particolare si ricorda The Adam Trilogy sotto la regia di Remzi Jöntürk.
Sebbene sia una delle sue produzioni qualitativamente meno rilevanti, egli divenne famoso all'estero soprattutto per il film Dünyayı Kurtaran Adam (The Man Who Saves The World, conosciuto anche come Turkish Star Wars, ossia Star Wars turco).

## Filmografia

### Attore
- Aysecik çiti piti kiz, regia di Hulki Saner (1964)
- İstanbul sokaklarinda, regia di Kemal Kan (1964)
- Yankesici kiz, regia di Türker Inanoglu (1964)
- Yalniz degiliz, regia di Ülkü Erakalin (1964)
- Sokaklarin kanunu, regia di Aram Gülyüz (1964)
- Soför Nebahat ve kizi, regia di Süreyya Duru (1964)
- Siki dur geliyorum, regia di Nisan Hançer (1964)
- İstanbul'un kizlari, regia di Halit Refig (1964)
- Hepimiz kardesiz, regia di Ülkü Erakalin (1964)
- Gurbet Kuslari, regia di Halit Refig (1964)
- Günah kadinlari, regia di Kemal Inci (1964)
- Gözleri ömre bedel, regia di Ülkü Erakalin (1964)
- Çöpçatanlar kampi, regia di Hüsnü Cantürk (1964)
- Cehennem arkadaslari, regia di Tarik Dursun Kakinç (1964)
- Ask ve kin, regia di Turgut Demirag (1964)
- Prangali Sehzade, regia di Türker Inanoglu (1965)
- Sevgim ve gururum, regia di Süreyya Duru (1965)
- Dudaktan Kalbe, regia di Ülkü Erakalin (1965)
- Sürtük, regia di Ertem Egilmez (1965)
- Silahlarin sesi, regia di Kemal Kan (1965)
- Sevismek yasak, regia di Mehmet Dinler (1965)
- Serseri asik, regia di Ülkü Erakalin (1965)
- Satilik kalp, regia di Türker Inanoglu (1965)
- Ölüme kadar, regia di Ülkü Erakalin (1965)
- Kirik hayatlar, regia di Halit Refig (1965)
- Inatçi gelin, regia di Sirri Gültekin (1965)
- Horasan'in üç atlisi, regia di Tunç Basaran (1965)
- Horasan'dan gelen bahadir, regia di Natuk Baytan (1965)
- Haremde dört kadin, regia di Halit Refig (1965)
- Fakir gencin romani, regia di Nuri Ergün (1965)
- Devlerin kavgasi, regia di Kemal Kan (1965)
- Canim sana feda, regia di Halit Refig (1965)
- Ask ve intikam, regia di Süreyya Duru (1965)
- Ah bu dünya, regia di Nuri Ergün (1965)
- Affedilmeyen, regia di Türker Inanoglu (1966)
- Zehirli hayat, regia di Türker Inanoglu (1966)
- Yakut gözlü kedi, regia di Nejat Saydam (1966)
- Suçsuz Firari, regia di Türker Inanoglu (1966)
- Safakta üç kursun, regia di Orhan Aykanat (1966)
- Malkoçoglu, regia di Süreyya Duru (1966)
- Kolsuz kahraman, regia di Nejat Saydam (1966)
- Kiskanç kadin, regia di Nuri Ergün (1966)
- Karanliklar melegi, regia di Mehmet Dinler (1966)
- Intikam ugruna, regia di Türker Inanoglu (1966)
- Intikam atesi, regia di Ülkü Erakalin (1966)
- Iki yabanci, regia di Nejat Saydam (1966)
- Göklerdeki sevgili, regia di Remzi Jöntürk (1966)
- Fakir bir kiz sevdim, regia di Sirri Gültekin (1966)
- Disi düsman, regia di Nejat Saydam (1966)
- Damgali adam, regia di Süreyya Duru (1966)
- Çitkirildim, regia di Nuri Ergün (1966)
- Cibali karakolu, regia di Hulki Saner (1966)
- Ayrilik sarkisi, regia di Ülkü Erakalin (1966)
- Aci tesadüf, regia di Türker Inanoglu (1966)
- Zengin ve serseri, regia di Süreyya Duru (1967)
- Yikilan yuva, regia di Orhan Aksoy (1967)
- Seni affedemem, regia di Duygu Sagiroglu (1967)
- Oyna bebegim oyna, regia di Yilmaz Atadeniz (1967)
- Namus borcu, regia di Türker Inanoglu (1967)
- Malkoçoglu - krallara karsi, regia di Süreyya Duru e Remzi Jöntürk (1967)
- Kirbaç altinda, regia di Nejat Saydam (1967)
- Kanunsuz kahraman - Ringo Kid, regia di Zafer Davutoglu (1967)
- Idam günü, regia di Türker Inanoglu (1967)
- Haci Murat, regia di Natuk Baytan (1967)
- Cici gelin, regia di Nuri Ergün (1967)
- Bir söförün gizli defteri, regia di Süreyya Duru e Remzi Jöntürk (1967)
- Alpago: Alpaslanin fedaisi, regia di Nejat Saydam (1967)
- Silahli pasazade, regia di Türker Inanoglu (1968)
- Pranga mahkumu, regia di Türker Inanoglu (1968)
- Ilk ve son, regia di Memduh Ün (1968)
- Yüzbasinin kizi, regia di Aram Gülyüz (1968)
- Son vurgun, regia di Ertem Göreç (1968)
- Safak sökmesin, regia di Ertem Göreç (1968)
- Malkoçoglu - kara korsan, regia di Süreyya Duru e Remzi Jöntürk (1968)
- Köroglu, regia di Atif Yilmaz (1968)
- Kader, regia di Süreyya Duru (1968)
- Haci Murat geliyor, regia di Natuk Baytan (1968)
- Gökbayrak, regia di Natuk Baytan (1968)
- Yousaf va Zulaykha, regia di Mehdi Reisfirooz (1968)
- Eskiya Halil, regia di Alp Zeki Heper (1968)
- Bes Atesli Kadin, regia di Frank Agrama (1968)
- Belali hayat, regia di Ertem Göreç (1968)
- Baharda solan çiçek, regia di Ümit Utku (1968)
- Artik sevmeyecegim, regia di Muzaffer Aslan (1968)
- Aci intikam, regia di Yilmaz Atadeniz (1968)
- Melikşah, regia di Esmail Kushan (1969)
- Vatan ve Namık Kemal, regia Duygu Sagiroglu (1969)
- Sevgili babam, regia di Aram Gülyüz (1969)
- Osmanli kartali, regia di Osman F. Seden (1969)
- Malkoçoglu - akincilar geliyor, regia di Süreyya Duru e Remzi Jöntürk (1969)
- Lekeli melek, regia di Mehmet Dinler (1969)
- Insanlar yasadikça, regia di Memduh Ün (1969)
- Hayat kavgasi, regia di Mehmet Bozkus (1969)
- Büyük yemin, regia di Memduh Ün (1969)
- Ask mabudesi, regia di Nejat Saydam (1969)
- Alageyik, regia di Süreyya Duru (1969)
- Yarim kalan saadet, regia di Türker Inanoglu (1970)
- Malkoçoglu - Cem Sultan, regia di Remzi Jöntürk (1970)
- Yumurcak köprüalti çocugu, regia di Türker Inanoglu (1970)
- Selahattin Eyyubi, regia di Süreyya Duru (1970)
- Hak Yolu (Mive-ye gonah), regia di Mahmoud Kushan (1970)
- Hayatim sana feda, regia di Muzaffer Aslan (1970)
- Shirin va Farhad, regia di Esmail Kushan (1970)
- Arim balim petegim, regia di Muzaffer Aslan (1970)
- Adsiz cengaver ve Sultan Gelin, regia di Halit Refig (1970)
- Battal Gazi Destani, regia di Atif Yilmaz (1971)
- Küçük sevgilim, regia di Orhan Elmas (1971)
- Vahsi çiçek, regia di Lütfi Akad (1971)
- Severek Ayrilalim, regia di Orhan Aksoy (1971)
- Satin alinan koca, regia di Duygu Sagiroglu (1971)
- Malkoçoglu - ölüm fedaileri, regia di Remzi Jöntürk (1971)
- Iki esir, regia di Natuk Baytan e Esmail Koushan (1971)
- Her sey oglum için, regia di Osman F. Seden (1971)
- Fakir asiklarin romani, regia di Osman F. Seden (1971)
- Cehenneme bir yolcu, regia di Nuri Ergün (1971)
- Adini anmayacagim, regia di Orhan Elmas (1971)
- Oyun Bitti, regia di Orhan Elmas (1972)
- Murat ile Nazli, regia di Memduh Ün (1972)
- Çöl kartali, regia di Halit Refig (1972)
- Yarali kurt, regia di Lütfi Akad (1972)
- Mahkum, regia di Osman F. Seden (1972)
- Kara Murat: Fatih'in Fedaisi, regia di Natuk Baytan (1972)
- Hayatimizin En Güzel Yillari, regia di Süreyya Duru (1972)
- Günahsizlar, regia di Atif Yilmaz (1972)
- Battal Gazi'nin Intikami, regia di Natuk Baytan (1972)
- Alin yazisi, regia di Orhan Aksoy (1972)
- Aci hayat, regia di Orhan Aksoy (1973)
- Gönülden yaralilar, regia di Memduh Ün (1973)
- Kara Murat: Fatih'in Fermani, regia di Natuk Baytan (1973)
- Küçük kovboy, regia di Guido Zurli (1973)
- Yanasma, regia di Duygu Sagiroglu (1973)
- Vurgun, regia di Zeki Ökten (1973)
- Savulun Battal Gazi geliyor, regia di Natuk Baytan (1973)
- Kusçu, regia di Vural Pakel (1973)
- Çaresizler, regia di Natuk Baytan (1973)
- Babalik, regia di Melih Gülgen (1974)
- Battal Gazi'nin Oglu, regia di Natuk Baytan (1974)
- Yalniz adam, regia di Natuk Baytan (1974)
- Önce vatan, regia di Duygu Sagiroglu (1974)
- Ogul, regia di Melih Gülgen (1974)
- Kin, regia di Natuk Baytan (1974)
- Karateciler Istanbul'da, regia di Victor Lamp (1974)
- Kara Murat: Ölüm Emri, regia di Natuk Baytan (1974)
- Dayi, regia di Melih Gülgen (1974)
- Birakin yasayalim, regia di Osman F. Seden (1974)
- Belalilar, regia di Melih Gülgen (1974)
- Ayri Dünyalar, regia di Orhan Aksoy (1974)
- Soysuzlar, regia di Natuk Baytan (1975)
- Safakta bulusalim, regia di Orhan Aksoy (1975)
- Lionman (Kiliç Aslan), regia di Natuk Baytan (1975)
- Kara Murat: Kara Sövalyeye Karsi, regia di Natuk Baytan (1975)
- Insan avcisi, regia di Duygu Sagiroglu (1975)
- Deli Yusuf, regia di Atif Yilmaz (1975)
- Cemil, regia di Melih Gülgen (1975)
- Babanin Oglu, regia di Melih Gülgen (1975)
- Babalarin babasi, regia di Natuk Baytan (1975)
- Babacan, regia di Natuk Baytan (1975)
- Che carambole... ragazzi!!!... (Üç kagitçilar), regia di Natuk Baytan (1976)
- Yarinsiz adam, regia di Remzi Jöntürk (1976)
- Tuzak, regia di Atif Yilmaz (1976)
- Maglup edilemeyenler, regia di Atif Yilmaz (1976)
- Korkusuz cengaver, regia di Duygu Sagiroglu (1976)
- Karamurat, la belva dell'Anatolia (Kara Murat: Seyh Gaffar'a Karsi), regia di Natuk Baytan e Ernst Hofbauer (1976)
- Iki arkadas, regia di Şerif Gören (1976)
- Hinç, regia di Natuk Baytan (1976)
- Babanin suçu, regia di Melih Gülgen (1976)
- Akrep Yuvasi, regia di Melih Gülgen (1977)
- Yikilmayan adam, regia di Remzi Jöntürk (1977)
- Satilmis adam, regia di Remzi Jöntürk (1977)
- Kara Murat: Denizler Hakimi, regia di Natuk Baytan (1977)
- Istasyon, regia di Şerif Gören (1977)
- Hakanlar çarpisiyor, regia di Natuk Baytan (1977)
- Günes ne zaman dogacak, regia di Mehmet Kilic (1977)
- Cemil dönüyor, regia di Melih Gülgen (1977)
- Due vite violente (Baskin), regia di Atif Yilmaz (1977)
- Baba Ocagi, regia di Melih Gülgen (1977)
- Adalet, regia di Melih Gülgen (1977)
- Vahsi gelin, regia di Osman F. Seden (1978)
- Maden, regia di Yavuz Özkan (1978)
- Kiliç Bey, regia di Natuk Baytan (1978)
- Kara Murat: Devler Savasiyor, regia di Natuk Baytan (1978)
- Kaplanlar aglamaz, regia di Remzi Jöntürk (1978)
- Gelincik, regia di Şerif Gören (1978)
- Kriminal Porno (Insanlari seveceksin), regia di Melih Gülgen (1979)
- Iki canbaz, regia di Natuk Baytan (1979)
- Canikom, regia di Orhan Aksoy (1979)
- 3 Supermen contro il Padrino (Süpermenler), regia di Italo Martinenghi (1979)
- Sarisin tehlike, regia di Aram Gülyüz (1980)
- Rahmet ve gazap, regia di Mesut Uçakan (1980)
- Destan, regia di Remzi Jöntürk (1980)
- Unutulmayanlar, regia di Remzi Jöntürk (1981)
- Takip, regia di Remzi Jöntürk (1981)
- Su, regia di Çetin Inanç (1981)
- Ögretmen Kemal, regia di Remzi Jöntürk (1981)
- Kader arkadasi, regia di Yilmaz Atadeniz (1981)
- Intikam yemini, regia di Aykut Düz (1981)
- Son savasçi, regia di Çetin Inanç (1982)
- Son akin, regia di Yilmaz Atadeniz (1982)
- Ölümsüz, regia di Çetin Inanç (1982)
- Kelepçe, regia di Çetin Inanç (1982)
- Kanije Kalesi, regia di Yilmaz Atadeniz (1982)
- Girgir Ali, regia di Çetin Inanç (1982)
- Dünyayı Kurtaran Adam, regia di Çetin Inanç (1982)
- Dört yanim cehennem, regia di Çetin Inanç (1982)
- Vahsi kan, regia di Çetin Inanç (1983)
- Ölüme son adim, regia di Çetin Inanç (1983)
- Intikam Benim, regia di Çetin Inanç (1983)
- Idamlik, regia di Çetin Inanç (1983)
- Erkekçe, regia di Çetin Inanç (1983)
- En Büyük Yumruk, regia di Çetin Inanç (1983)
- Çöl, regia di Çetin Inanç (1983)
- Yasadikça, regia di Temel Gürsu (1984)
- Kartal Bey, regia di Melih Gülgen (1984)
- Kanun kanundur, regia di Aykut Düz (1984)
- Dev kani, regia di Çetin Inanç (1984)
- Deli fisek, regia di Çetin Inanç (1984)
- Birakin yasasinlar, regia di Melih Gülgen (1984)
- Alev alev, regia di Halit Refig (1984)
- Paranin esiri, regia di Orhan Elmas (1985)
- Paramparça, regia di Halit Refig (1985)
- Katiller de aglar, regia di Orhan Elmas (1985)
- Kaplanlar, regia di Çetin Inanç (1985)
- Kahreden gençlik, regia di Orhan Elmas (1985)
- Doruk, regia di Melih Gülgen (1985)
- Biz bir aileyiz, regia di Aykut Düz (1985)
- Bin defa ölürüm, regia di Çetin Inanç (1985)
- Yedi bela, regia di Remzi Jöntürk (1986)
- Vazife ugruna, regia di Orhan Elmas (1986)
- Tokatçilar, regia di Aykut Düz (1986)
- Sert adam, regia di Aykut Düz (1986)
- Melek yüzlü cani (1986)
- Kanca, regia di Melih Gülgen (1986)
- Sen Aglama, regia di Orhan Elmas (1987)
- Insan avcilari, regia di Aykut Düz (1987)
- Dört hergele, regia di Aykut Düz (1987)
- Damga, regia di Orhan Elmas (1987)
- Yasamak, regia di Aram Gülyüz (1988)
- Yasak iliski, regia di Orhan Elmas (1988)
- Muhtesem serseri, regia di Aykut Düz (1988)
- Kizim ve ben, regia di Halit Refig (1988)
- Emanet, regia di Yilmaz Atadeniz (1988)
- Babam ve ben, regia di Avni Kütükoglu (1988)
- Polis dosyasi, regia di Orhan Elmas (1989)
- Eski silah, regia di Melih Gülgen (1989)
- Av, regia di Melih Gülgen (1989)
- Iki basli dev, regia di Orhan Oguz (1990)
- Gülün Bittigi Yer, regia di Ismail Günes (1998)
- Dünyayi Kurtaran Adam'in Oglu, regia di Kartal Tibet (2006)
- Çilgin Dersane, regia di Faruk Aksoy (2007)
- Hicran sokagi, regia di Safa Önal (2007)
- Çilgin dersane kampta, regia di Faruk Aksoy (2008)
- Afacanlar sinifi, regia di Mehmet Alemdar (2008)
- Gulyabani, regia di Orçun Benli (2014)
- Panzehir, regia di Alper Caglar (2014)

### Attore e regista
- Tek basina (1976)
- Deli Sahin (1976)
- Sevgili oglum (1977)
- Ölüm görevi (1978)
- Görünmeyen Düsman (1978)
- Kanun gücü (1979)
- Baba Kartal (1979)
- Vatandas Riza (1979)
- Üç tatli bela (1979)
- Küskün çiçek (1979)
- 3 sevgilim (1979)
- Rüzgar (1980)
- Kartal Murat (1980)
- Önce hayaller ölür (1981)
- Ölüm savasçisi, co-regia di Çetin Inanç (1984)
- Birkaç güzel gün için, co-regia di Irfan Tözüm (1984)
- Mahkum (1985)
- Kanun adami (1985)
- Kaçis, co-regia di Kemal Uzun (1985)
- Ates çemberi (1985)
- Yalniz adam (1986)
- Veda (1986)
- Sokaklarin kanunu, co-regia di Remzi Jöntürk (1986)
- Sokak kavgacisi (1986)
- Silah arkadaslari (1986)
- Ölümsüz ask (1986)
- Ölüm avcisi (1986)
- Kral affetmez (1986)
- Kavga (1986)
- Girgir hafiye (1986)
- Babasinin oglu (1986)
- Tanik (1987)
- Sürgündeki adam (1987)
- Son kahramanlar (1987)
- Seytanin ogullari (1987)
- Sevdam benim (1987)
- Dökülen yapraklar (1987)

- Cehennem atesi, co-regia di Hüsnü Çetiner (1987)
- Bitmeyen adam (1987)
- Asilacak adam (1987)
- Safak sökerken (1988)
- Küçük dostum (1988)
- Bombaci (1988)
- Ogulcan (1990)

## Riconoscimenti
- Festival internazionale del cinema di Adalia
  - 1969 – Miglior attore per Insanlar yasadikça
  - 1976 – Miglior attore per Maglup edilemeyenler